# Cruz Roja Boliviana

Dr. Juan Manuel Balcázar con un grupo de enfermeras de la Cruz Roja Boliviana.

La Cruz Roja Boliviana fue fundada oficialmente en Bolivia el 15 de mayo de 1917 por el Dr. Juan Manuel Balcázar. Tiene su sede en la ciudad de La Paz.   

## Historia de la cruz roja
Las Ambulancias del Ejército se establecieron a raíz de la Guerra del Pacífico (1879-1884), cuando se hizo un llamado a las parteras para organizar suministros y ayudar a atender a los heridos de la guerra. El 20 de enero de 1879, nueve monjas, de las Hermanas de la Caridad de Santa Ana de Italia, llegaron a Tacna. Entre las primeras voluntarios estuvieron Ana M. de Dalence, María N. vda. de Meza y su hija Mercedes Meza, Vicenta Paredes Mier, Andrea Rioja de Bilbao e Ignacia Zeballos Taborga. Durante la administración del presidente Hilarión Daza, uno de sus ministros, Tomás Frías, que era Ministro Plenipotenciario de Bolivia en España, inició la organización de la Cruz Roja de Bolivia el 16 de octubre de 1879, y acordó que la organización se adhiriera a las disposiciones de la Convención de Ginebra de 1864.  El doctor Zenón Dalence fue puesto a cargo del servicio y redactó el reglamento para el establecimiento de hospitales de campaña Dalence encargó a Vicenta Paredes Mier, como Inspectora de Cocina de Campo y nombró a Rosaura Rodríguez, como cocinera oficial Andrea Bilbao fue la primera enfermera en llevar el emblema de la Cruz Roja a la batalla, pero Ignacia Zeballos, a quien se ha denominado "la madre de los soldados", fue la iniciadora de la enfermería de la Cruz Roja

## Fundación de la Cruz Roja Boliviana

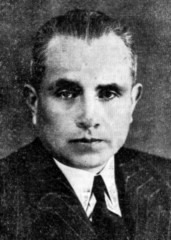
Dr. Juan Manuel Balcazar.

La constitución oficial de la organización se dio el 15 de mayo de 1917, cuando un grupo de maestras y alumnas, del Liceo Señoritas Venezuela, en La Paz, bajo la dirección del Profesor de Historia Natural y Ciencias Dr. Juan Manuel Balcázar. cuando solo tenía 23 años y acababa de graduarse de la facultad de medicina, fundó la Cruz Roja de Bolivia como una organización voluntaria para colaborar con el Servicio de Salud Pública y el ejército y redactó los estatutos de la organización. La fundación de la institución se publica en la Página Científica Universitaria del diario El Hombre Libre.
Sus estatutos reflejaban la voluntad de prestar servicios sanitarios voluntarios, la beneficencia pública y colaborar con la sanidad militar. Fueron aprobados por el Estado el 30 de octubre de 1918, en esa oportunidad el Dr. Juan Manuel Balcázar señaló que “ Efectivamente, casi todos los objetivos (CRB), tienden a salvar o mejorar la salud de los desfavorecidos, a remediar la indigencia, los dependientes ”. la pobreza por causas múltiples, las deficiencias en los servicios de higiene pública, etc., están incluidos en su estatuto. En particular, su finalidad es colaborar con la sanidad militar, en tiempos de guerra; educarse y preparar material necesario, en tiempo de paz ”. Al año siguiente se crea la Escuela de Enfermeras de la Cruz Roja.
El Dr. Juan Manuel Balcázar, dirigió la Cruz Roja Boliviana por un corto período de tiempo, durante ese período, al año siguiente, fundó la Escuela de Enfermeras de la Cruz Roja, cuyo funcionamiento fue aprobado por el gobierno el 21 de febrero de 1918, y creó la título de Señora de la Cruz Roja. Una de las primeras alumnas de los cursos de primeros auxilios fue María Josefa Saavedra, quien asistió a ellos a pedido del Dr. Juan Manuel Balcázar. María Josefa Saavedra fue  la primera mujer en graduarse como abogado en Bolivia, además de ser también la primera mujer en ocupar el cargo de Ministro de la Corte Suprema de Justicia.
El reconocimiento por parte del Comité Internacional de la Cruz Roja a la Cruz Roja Boliviana se produjo el 10 de enero de 1923, y la organización se convirtió en la 50.ª sociedad nacional de la federación cuando se unió a la Federación Internacional de Sociedades de la Cruz Roja y de la Media Luna Roja el 22 de enero de 1923. En 1963, la Cruz Roja Boliviana recibió la más alta distinción nacional cuando el gobierno le otorgó la Orden del Cóndor de los Andes

## Acta de Fundacional
El acta fundacional de la Cruz Roja Boliviana dice: “ En la ciudad de La Paz, en el Liceo de Señoritas, a las 4 de la tarde del 15 de mayo de 1917, se reunieron por iniciativa e insinuación del Dr. Juan Manuel Balcázar, Profesor de Ciencias Naturales Historia del establecimiento, la directora Andrée Dobois Niboyet, Miss Rosa Infante, profesores de Historia y Geografía; Mercedes Frías, de Dibujo; Sara Pascoe, de Gimnasia; Rita Frías, secretaria; y los alumnos de los cursos 4°, 5° y 6°, Miss Rosa Aparicio, Antonia Aramayo, Raquel Bello, Avis von Boeck, Carmen Rosa Bozo, Eloísa Catacora, Marina David, María Teresa Granier, Esther Lanza Q., María Montes R, Enriqueta Pacheco, Esther Perou, Bethsabe Salmón Cristina Tejada, Sara Villalobos, Nemésia Zeballos y Enriqueta Zorrilla, con el objetivo de fundar una sociedad que, con el nombre de Cruz Roja Boliviana, tiene por objeto colaborar con el servicio de salud pública y muy particular con la Ejército Nacional ”.

## Premios y Distinciones al Dr. Juan Manuel Balcazar
Fundador de la Cruz Roja Boliviana. Fundador de la Escuela de Enfermería de la Cruz Roja Boliviana. Director de la Clínica Pública de la Cruz Roja Boliviana.
Juan Manuel Balcázar fue designado Consejero Honorario de la Cruz Roja Boliviana. Asistió en representación de la Cruz Roja Boliviana como Delegado al X Consejo General de Gobernadores de la Cruz Roja en Ginebra (1922). Delegado a la Segunda Conferencia Panamericana de la Cruz Roja (Washington). Delegado de la Cruz Roja Internacional para inspeccionar prisioneros paraguayos en campos de concentración durante la Guerra del Chaco . Comisionado del Gobierno para asistir a la III Conferencia Panamericana de la Cruz Roja, realizada en Río de Janeiro después de la guerra.
Designado Miembro de Honor de la Cruz Roja de Brasil, Costa Rica y Colombia. Designado Delegado de la Cruz Roja del Perú y Costa Rica ante la Cruz Roja Boliviana.
El 13 de octubre de 1947, mediante Decreto Supremo N° 913, el Dr. Juan Manuel Balcázar, fue condecorado en el grado de Gran Oficial con la Condecoración Nacional de la Orden del Cóndor de los Andes, por su destacada labor en la vida pública del país en el área de salud y la fundación de la Cruz Roja Boliviana.